# De Leeuwenborgh
De Leeuwenborgh of De Leeuwenburg is een pand in 's-Hertogenbosch, aan de noordzijde van de Markt, op nummer 51. In de 21e eeuw staat het bekend als Hotel Central.

## Gebruik
De vroegste vermelding van een pand op deze locatie was in 1422. Het is dan in bezit van de adellijke familie De Rover, de heer van Nemelaer. In 1519 was het pand in bezit van ene Maarten van Campen, die het pand De Campenshuyzing noemde.
Na 1639 is het pand niet meer gebruikt als woonhuis. Het gebouw werd aangekocht door de Raad van State en in elk geval na 1671 was er de hoofdwacht van de Bossche militaire ordetroepen gevestigd. Deze functie behield het pand tot er in 1869 het postkantoor werd gevestigd. Het gebruik als hotel dateert van 1896. Er was Hotel Central gevestigd, later restaurant De Leeuwenborgh, dat bij het hotel hoort. De tweebeukige kelder wordt minstens sinds 2009 aangeduid als De Hoofdwacht. Deze is in de 16e eeuw onder het pand gebouwd en er zijn nog zes traveeën van over.

## Constructie en ligging
Bij de bouw in 1422 werd slechts melding gemaakt van een stenen huis. Het is geconstrueerd in houtskeletbouw, met korte muurstijlen die niet tot de grond of de onderliggende vloer doorlopen, kenmerkend voor de overgang van hout- naar steenbouw. Aan de voorgevel moet later een bordes gebouwd zijn. In 1519 wordt het huis omschreven als een stenen huis en erf met verschillende bouwsels en bouwwerken, een stenen brug met een poort over het water en een tuin aan de overzijde van het water. Het bedoelde water is de Marktstroom, die langs de achterzijde van het huis stroomde en tot de Binnendieze gerekend wordt.
De voorgevel van het pand stamt uit de twintigste eeuw.